# Sphecodes nigricans
Sphecodes nigricans är en biart som beskrevs av Timberlake 1940. Sphecodes nigricans ingår i släktet blodbin, och familjen vägbin. Inga underarter finns listade i Catalogue of Life.